# Amicroterys tatricus
Amicroterys tatricus är en stekelart som först beskrevs av Hoffer 1958.  Amicroterys tatricus ingår i släktet Amicroterys och familjen sköldlussteklar. Inga underarter finns listade i Catalogue of Life.